# Каннабиноидные рецепторы

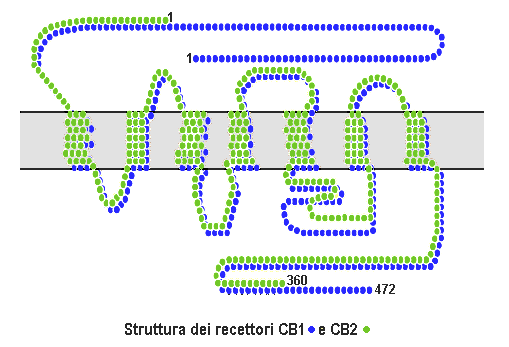
Структура CB_{1} и CB_{2}

Каннабиноидные рецепторы — класс клеточных рецепторов, принадлежащих суперсемейству G-протеинсвязанных мембранных рецепторов. Каннабиноидные рецепторы имеют три типа лигандов:
- эндоканнабиноиды (анандамид и 2-арахидоноилглицерин), образующиеся в основном в сосцевидных телах лимбической системы головного мозга;
- фитоканнабиноиды (ТГК и некоторые другие соединения);
- синтетические каннабиноиды (HU-210).

## История открытия
Впервые выявлены в 1988 г. группой исследователей из St. Louis University Medical School, США с использованием меченого тритием синтетического каннабиноида CP-55,940 в головном мозге крыс, при этом наблюдался только один тип сайтов связывания CP-55,940 и отмечено конкурентное связывание CP-55,940 и Δ-9-тетрагидроканнабинола

## Типы каннабиноидных рецепторов и их локализация
В настоящее время хорошо изучены два типа каннабиноидных рецепторов млекопитающих: CB1 и CB2.
Рецептор CB1 экспрессируется, главным образом, в центральной и периферической нервной системе, но также в лёгких, почках и печени. Концентрация рецепторов CB1 наблюдается в ЦНС (кора головного мозга, гиппокамп, мозжечок, хвостатое ядро полосатого тела, ретикулярная часть чёрной субстанции). CB1-рецепторы в значительно меньших концентрациях присутствуют также и в периферической нервной системе, в том числе и периферических ганглиях, гипофизе, надпочечниках, сердце. 
Рецепторы СВ2 были впервые обнаружены в селезёнке, затем в других железистых тканях (поджелудочной железе, яичниках и т. д.).Рецептор CB2 преимущественно экспрессируется в иммунокомпетентных и гемопоэтических клетках.
Имеются свидетельства о существовании новых каннабиноидных рецепторов. Предполагается, что новый класс каннабиноидных рецепторов может экспрессироваться в эндотелиальных клетках и в ЦНС. В 2007 было описано связывание ряда каннабиноидов с G-протеинсвязанным мембранным рецептором GPR55, локализованным в мозге.
Аминокислотная последовательность CB1 и CB2 рецепторов имеют около 44 % сходства. Если сравнивать только трансмембранные участки рецепторов, аминокислотное сходство рецепторов составит приблизительно 68 %. Каннабиноиды связываются с рецепторами стереоселективно. Разработаны селективные синтетические каннабиноиды, которые теоретически могут оказаться полезны при лечении некоторых заболеваний, в частности, ожирения и других метаболических нарушений.
Предполагается, что каннабиноидные рецепторы уникальны для типа Хордовые (Chordata). Хотя ферменты, вовлечённые в биосинтез и инактивацию эндоканнабиноидов, а также белки, участвующие в эндоканнабиноидном сигналинге (включая мишени рецепторов CB1/2), широко распространены среди животных.

## Лиганды и эффекты
В естественном состоянии данные рецепторы активируются анандамидом и 2-AG, способствуют торможению гиперактивности, вызванной избытком дофамина. Введение в организм экзогенных каннабиноидов (например, тетрагидроканнабинола) воздействует на СВ1 аналогичным образом, но значительно более интенсивно. В отличие от СВ1, рецепторы CB2 хорошо связывают экзогенные каннабиноиды, но демонстрируют низкое сродство с анандамидами.

### Сродство (аффинность) и избирательность (селективность) связывания каннабиноидов рецепторами
|                                | Сродство к CB1 (Ki) | Эффективность к CB1 | Сродство к CB2 (Ki) | Эффективность к CB2 | Тип           | References    |
| ------------------------------ | ------------------- | ------------------- | ------------------- | ------------------- | ------------- | ------------- |
| Анандамид                      | 78 nM               | Полный агонист      | 370 nM              | ?                   | Эндогенный    |               |
| N-Арахидоноил дофамин          | ?                   | Агонист             | ?                   | ?                   | Эндогенный    |               |
| 2-Арахидоноилглицерин          | ?                   | Полный агонист      | ?                   | ?                   | Эндогенный    |               |
| 2-Арахидонил глицерил эфир     | 21 nM               | Полный агонист      | 480 nM              | Полный агонист      | Эндогенный    |               |
| Δ-9-Тетрагидроканнабинол       | 10 nM               | Частичный агонист   | 24 nM               | Частичный агонист   | Фитогенный    | [ 14 ] [ 14 ] |
| Галлат эпигаллокатехина (EGCG) | 33,6 μM             | Агонист             | >50 μM              | ?                   | Фитогенный    |               |
| Янгонин                        | 0,72 μM             | ?                   | > 10 μM             | ?                   | Фитогенный    | [ 15 ]        |
| AM-1221                        | 52,3 nM             | Агонист             | 0,28 nM             | Агонист             | Синтетический | [ 16 ]        |
| AM-1235                        | 1,5 nM              | Агонист             | 20,4 nM             | Агонист             | Синтетический | [ 17 ]        |
| AM-2232                        | 0,28 nM             | Агонист             | 1,48 nM             | Агонист             | Синтетический | [ 17 ]        |
| UR-144                         | 150 nM              | Агонист             | 1,8 nM              | Полный агонист      | Синтетический | [ 18 ]        |
| JWH-007                        | 9,0 nM              | Агонист             | 2,94 nM             | Агонист             | Синтетический | [ 19 ]        |
| JWH-015                        | 383 nM              | Агонист             | 13,8 nM             | Агонист             | Синтетический | [ 19 ]        |
| JWH-018                        | 9,00 ± 5,00 nM      | Полный агонист      | 2,94 ± 2,65 nM      | Полный агонист      | Синтетический |               |